# 226 Weringia
Weringia /vɛˈrɪŋɡiə/ (định danh hành tinh vi hình: 226 Weringia) là một tiểu hành tinh ở vành đai chính. Ngày 19 tháng 7 năm 1882, nhà thiên văn học người Áo Johann Palisa phát hiện tiểu hành tinh Weringia khi ông thực hiện quan sát ở Viên và đặt tên nó theo tên Währing, khu vực của thành phố Viên, nơi tiểu hành tinh được phát hiện.